# أنتونيو مندونسا
أنتونيو مانويل فيانا مندونكا، من مواليد 9 أكتوبر 1982 في لواندا في أنغولا، لاعب كرة قدم أنغولي.
بدأ مسيرته الكروية مع نادي بريميرو دي أغوستو في عام 1999، وفي عام 1999 انتقل إلى نادي فارزيم، ولعب معهم حتى عام 2007، ومنذ عام 2007 وهو يلعب مع نادي بيلينينسيش البرتغالي.
منذ عام 1999 وهو يلعب مع منتخب أنغولا لكرة القدم.

## وصلات خارجية
- أنتونيو مندونسا على موقع الاتحاد الدولي (مؤرشف)  (الإنجليزية)
- أنتونيو مندونسا على موقع قاعدة بيانات كرة القدم.إي يو (الإنجليزية)
- أنتونيو مندونسا على موقع ناشيونال فوتبول تيمز (الإنجليزية)
- أنتونيو مندونسا على موقع Soccerway.com (الإنجليزية)
- أنتونيو مندونسا على موقع عالم كرة القدم.نت (الإنجليزية)